# Ferdinand al II-lea al Sfântului Imperiu Roman
Ferdinand al II-lea (n. 9 iulie 1578, Graz, Monarhia Habsburgică – d. 15 februarie 1637, Viena, Monarhia Habsburgică), aparținând Casei de Habsburg, a fost împărat al Sfântului Imperiu Roman între 1620 și 1637, arhiduce de Stiria între 1617 și 1619 și între 1620 și 1637. A fost, de asemenea, rege al Ungariei din 1618 până în 1625 și rege al Boemiei. A participat la Războiul de Treizeci de Ani în perioada 1618 – 1637. 

## Date biografice
Tatăl său a fost arhiducele Carol al II-lea al Austriei Inferioare (1540–1590), fiul împăratului Ferdinand I, iar mama sa a fost Maria Anna de Bavaria (1551–1608).
În 1617 Ferdinand a fost ales rege al Boemiei. Împăratul Matia a decedat în Viena în martie 1619 iar vărul său, Ferdinand al II-lea (1578 – 1637), i-a succedat la tron, fiind susținut de Liga Catolică.

## Căsătorii și descendenți
În 1600 Ferdinand s-a căsătorit cu Ana Maria de Bavaria (1574-1616), fiica ducelui Wilhelm al V-lea de Bavaria. Din această căsătorie au rezultat șapte copii:
- Cristina (1601–1601);
- Karl (1603–1603);
- Johann Karl (n. 1 noiembrie 1605 – d. 28 decembrie 1619 ;
- Ferdinand, (n. 13 iulie 1608 – d. 2 aprilie 1657);
- Maria Anna (n. 3 ianuarie 1610 – d. 25 septembrie 1665);
- Cecilia Renata (n. 16 iulie 1611 – d. 24 martie 1644);
- Leopold Wilhelm (1614–1662).

Pe 2 februarie 1622 Ferdinand s-a căsătorit cu Eleonora Gonzaga la Innsbruck. Din  această căsătorie nu au rezultat copii.